# 蒙蒂阿莱格里-迪米纳斯
蒙蒂阿莱格里-迪米纳斯是巴西米纳斯吉拉斯州的一个市镇。总面积2593.171平方公里，总人口18348人，人口密度7.1人/平方公里。